# وادي سلامة

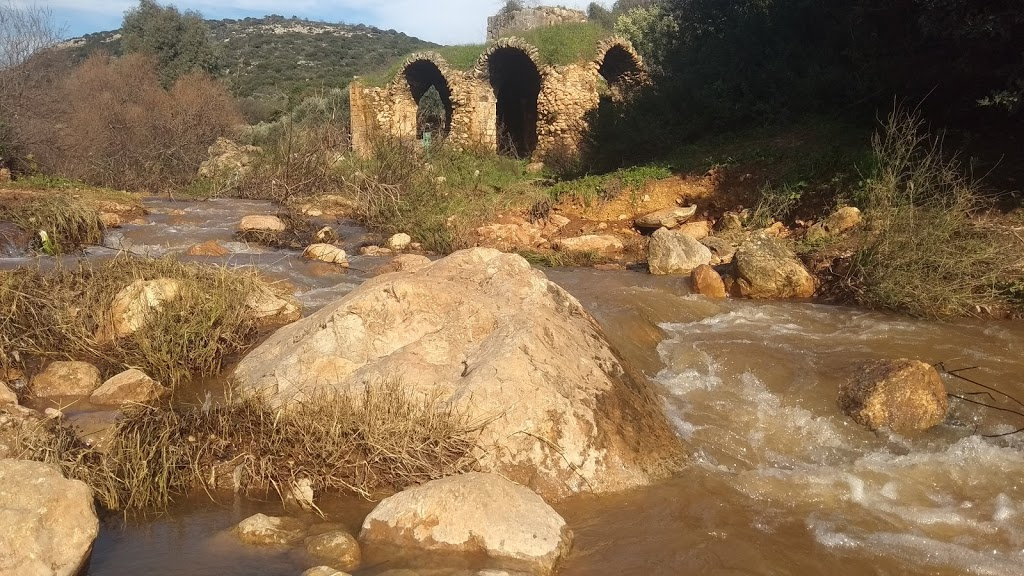
بقايا مطحنة دقيق بالقرب من وادي سلامة 19.1.2019

وادي سلامة، (العبرية: נחל צלמון), هو وادي موسمي تتدفق مياهه من المنحدرات الجنوبية الشرقية لجبل الجرمق. يبعد 8.5 كم عن ساحل مدينة عكا، حيث يجري التيار جنوبًا عبر جبال الجليل، ويبلغ طوله 30 كم ويصب في بحيرة طبريا. ويقع على بعد حوالي كيلومتر واحد إلى الجنوب من القرية البدوية سلامة.

## زراعة
تمتد على ضفتي الوادي حقول خصبة، زرعت بأشجار الزيتون إضافة إلى الكروم والبساتين، وقد استخدمت مياه الوادي للري حتى سنوات السبعينات من القرن العشرين، من قبل عائلات فلسطينية من الجليل، وأهالي قرية وادي سلامة البدوية المتاخمة للوادي، إلى ان بدأت مياه الوادي بالاضمحلال والجفاف مما أدى إلى هجران زراعة الخضراوات والكروم وتحويل الأراضي إلى زراعة الزيتون.
اقيمت على ضفة الوادي طاحونة كبيرة، وهي واحدة من عدة طواحين في مجرى النهر، والتي تدل على أهمية الوادي للحياة الاقتصادية والزراعية والتجارية في الماضي.
ويندر تدفق مياه الوادي اليوم، الا في السنوات غزيرة المطر فقط.

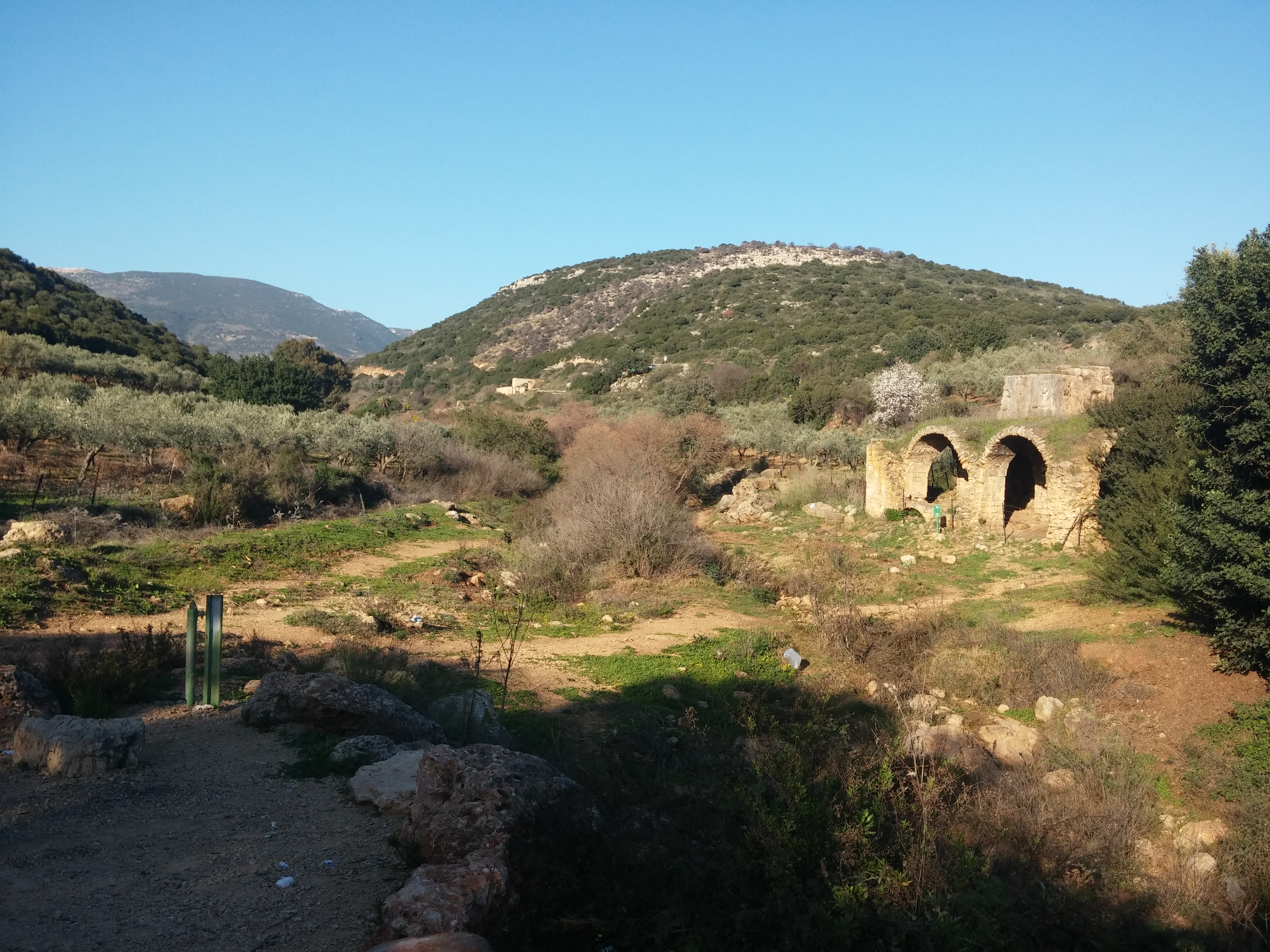
الحديقة الوطنية وادي سلامة، مطحنة الدقيق

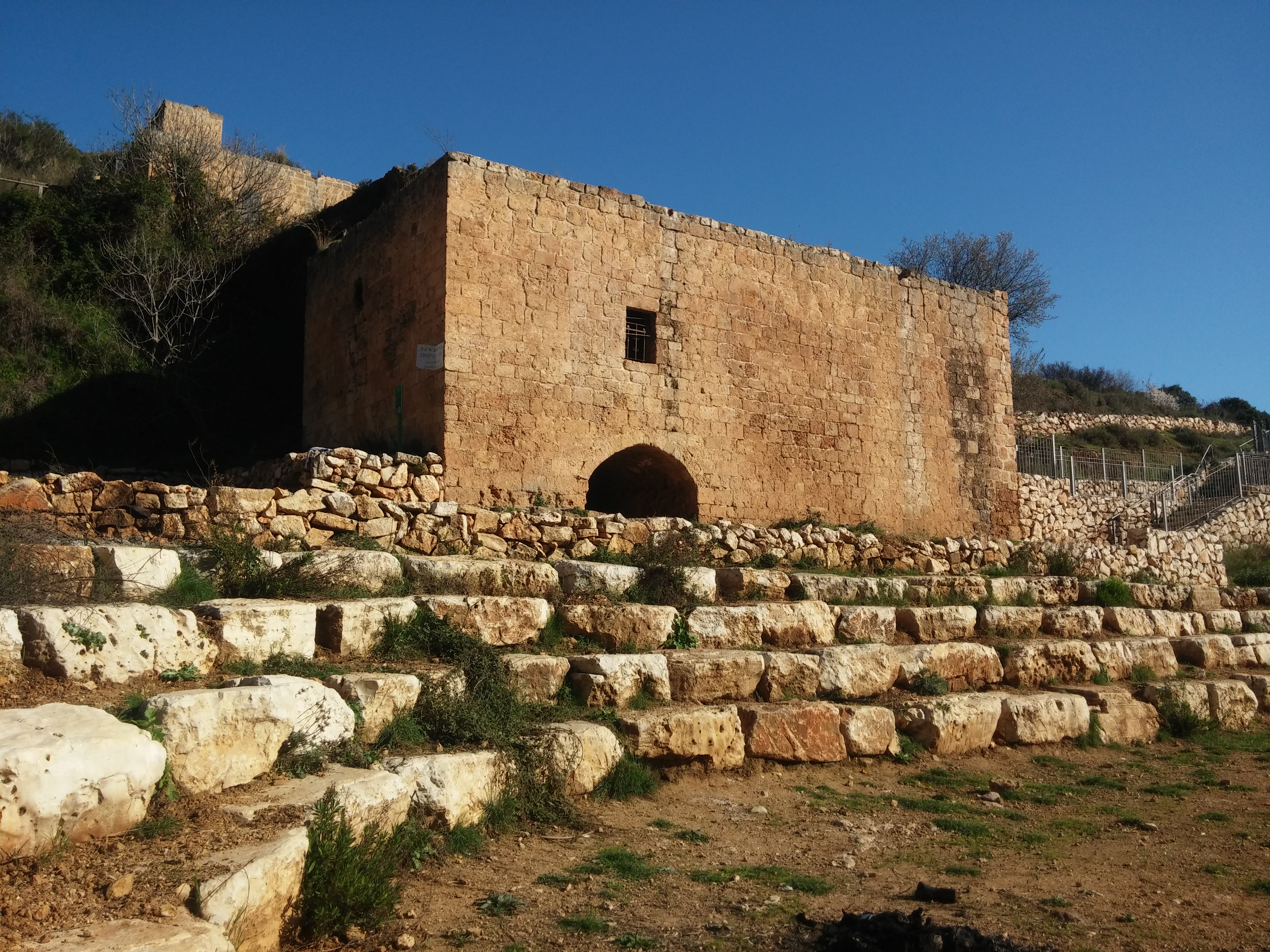
الحديقة الوطنية وادي سلامة، مطحنة الدقيق

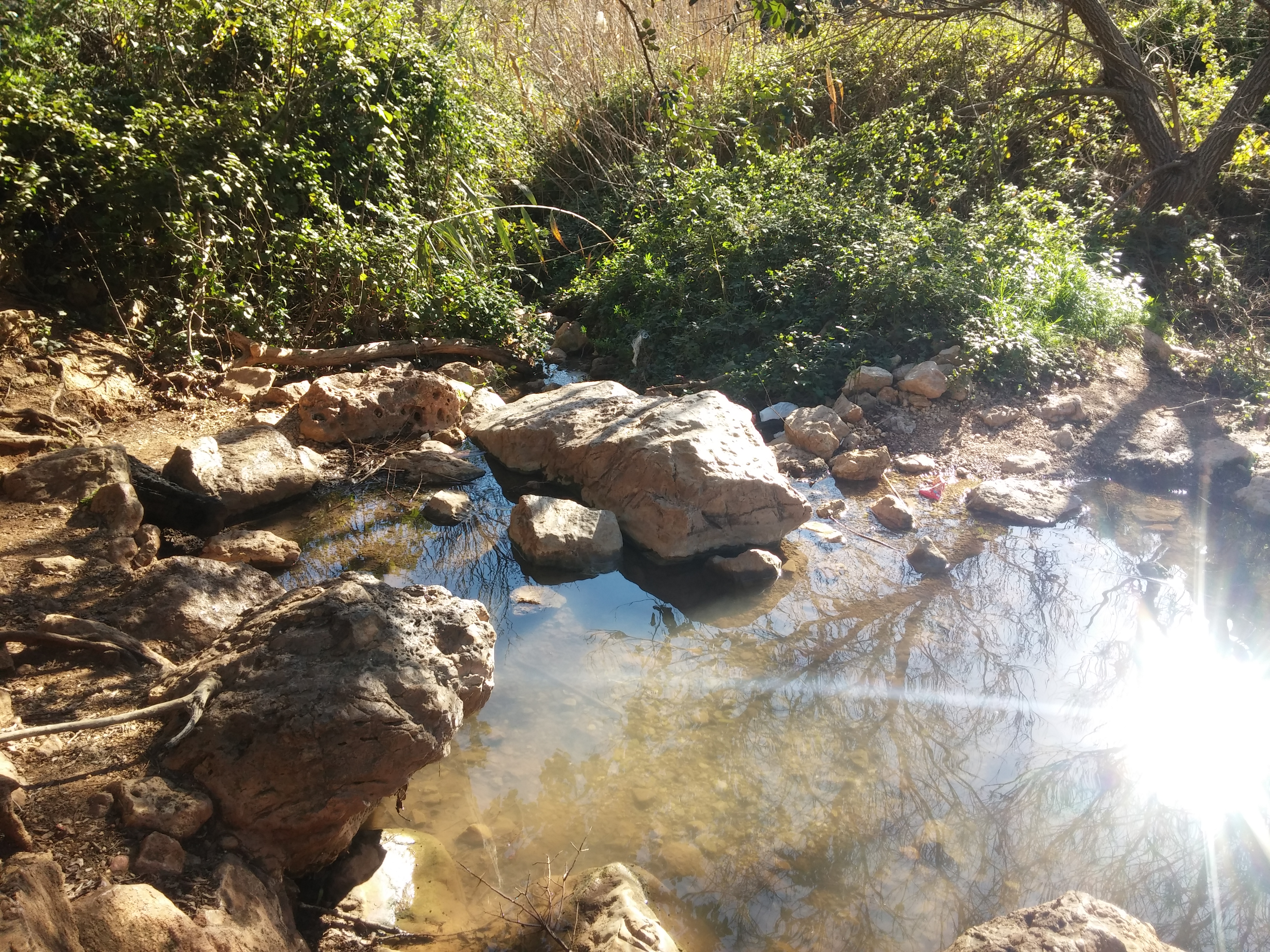
الحديقة الوطنية وادي سلامة، مطحنة الدقيق

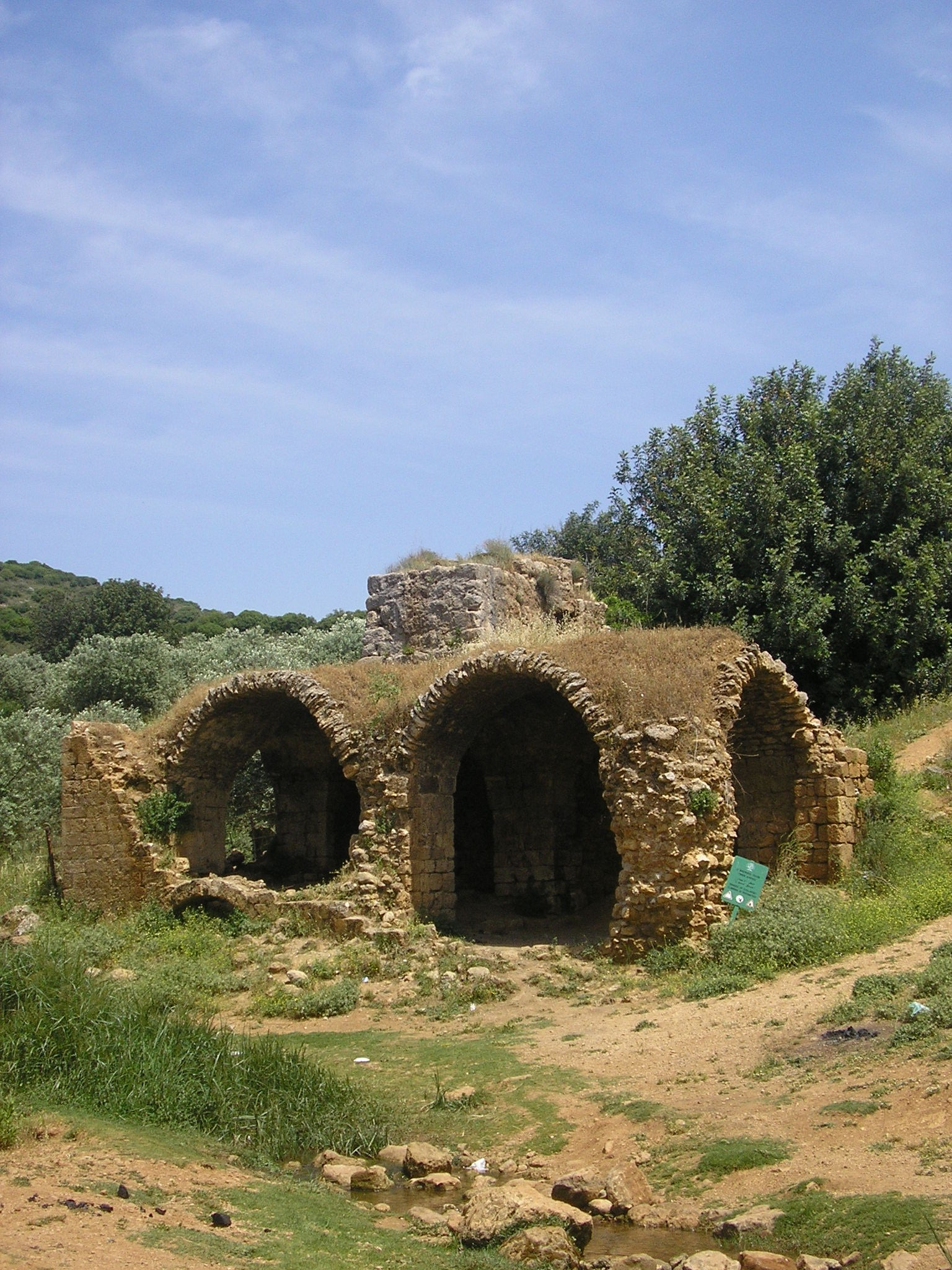
بقايا طاحونة القمح

## وصلات خارجية
- حديقة تسالمون الوطنية
- Tzalmon Stream - طريق المشي مفصل من موقع سياحي في إسرائيل
- منتزه نحال زلمون الوطني - فيديو كليب مفصل للدكتور عنات أفيتال